# Charles Fillion
Pour les articles homonymes, voir Fillion.
 (janvier 2012).
Si vous disposez d'ouvrages ou d'articles de référence ou si vous connaissez des sites web de qualité traitant du thème abordé ici, merci de compléter l'article en donnant les références utiles à sa vérifiabilité et en les liant à la section « Notes et références ».
Charles Fillion, né le 1er mai 1817 à Saint-Denis-d'Anjou, en Mayenne, mort le 28 juillet 1874 au Mans, est un évêque catholique français, évêque de Saint-Claude, puis évêque du Mans de 1862 à 1874.
Il fut père conciliaire du Ier concile du Vatican.

## Biographie

### Évêque
En 1860, afin de soutenir le congrès pour la restauration du plain-chant et de la musique de l'Église, il envoya officiellement l'abbé Delatour, chanoine honoraire, à Paris.

## Armes
D'or à la croix ancrée de gueules, au chef d'azur à la palme d'argent en bande, accostée de deux roses du même, alias d'or, alias au naturel.

## Distinction
- Chevalier de la Légion d'honneur (11 aout 1860)[2]